# 钩足平直蚤
钩足平直蚤（学名：Pleuroxus hamulatus）为盘肠蚤科平直蚤属的动物。分布于日本、美国以及中国大陆的福建、浙江、湖南、湖北、四川、山东、河北、云南、新疆等地，常见于湖泊沿岸及池塘内生活。